# Frank MacQuarrie
Frank MacQuarrie (27 de enero de 1875 – 25 de diciembre de 1950) fue un actor cinematográfico de nacionalidad estadounidense, activo en la época del cine mudo.
Nacido en San Francisco, California, su nombre completo era Frank Michael MacQuarrie. Era hermano de los actores Albert MacQuarrie y Murdock MacQuarrie. Falleció en Los Ángeles, California, en 1950.

## Filmografía
- The Lone Hand (1919)
- Under Suspicion (1919/I)
- Loot (1919)
- Whitewashed Walls (1919)
- The Girl of My Dreams (1918)
- Madame Sphinx (1918)
- Wolves of the Border (1918)
- The Flash of Fate (1918)
- The High Sign (1917)
- The Maternal Spark (1917)
- The Man Trap (1917)
- Flirting with Death (1917)
- A Stormy Knight (1917)
- The Charmer (1917)
- A Five Foot Ruler (1917)
- The Field of Honor (1917)
- The Almost Good Man (1917)
- A 44-Calibre Mystery (1917)
- The Boss of the Lazy Y (1917)
- The Voice on the Wire (1917)
- Society's Hypocrites (1916)
- The Decoy (1916/II)
- A Daughter of the Night (1916)
- From Broadway to a Throne (1916)
- The Secret of the Swamp (1916)
- Priscilla's Prisoner (1916)
- The Social Slave (1916)
- The Crimson Yoke (1916)
- Two Men of Sandy Bar (1916)
- The Desperado (1916)
- The Pool of Flame (1916)
- Just Plain Folks (1916)
- Graft (1915)
- The Kiss of Dishonor (1915)
- Every Man's Money (1915)
- The Mystery of the Tapestry Room (1915)
- Haunting Winds (1915)
- His Beloved Violin (1915)
- Jane's Declaration of Independence (1915)
- The Black Box (1915)